# معركة الحراش (1831)
معركة الحراش في جويلية 1831م شملت الأرجاء الشرقية المتاخمة لمدينة الجزائر في الحراش وسهل متيجة.

## المعركة
كان «علي ولد سي سعدي» سَبَّاقا إلى تنظيم المقاومة الشعبية الجزائرية ضد فرنسا في سهل متيجة وحول منطقة الحراش ابتداء من سنة 1831م · .
فقام «علي ولد سي سعدي» بتنظيم المقاومة في فصل ربيع سنة 1831م حيت تمردت قبائل سهل متيجة لتهاجم الثكنة العسكرية الفرنسية في الحراش بالإضافة إلى استهداف «المزرعة النموذجية» في منطقة بابا علي لوقوعهما على ضفة وادي الحراش.
ثم قام «زعيم قبيلة فليسة أومليل» في منطقة القبائل، المدعو «الحاج محمد بن زعموم»، بالاجتماع بالزعيم العاصمي «علي ولد سي سعدي» غير بعيد عن مدينة الجزائر في المكان المسمى «سيدي رزين» غير بعيد عن «مقبرة سيدي رزين» في المخرج الجنوبي لمدينة الحراش باتجاه براقي على الضفة الشرقية من وادي الحراش، وكان هذا الاجتماع يهدف إلى تنسيق عملية مقاومة جديدة ضد الجيش الفرنسي.
وكان «محمد بن زعموم» على رأس 4.000 جندي جزائري قد خيموا قرب وادي الحراش منذ أيام قليلة في انتظار التحاق أفواج عسكرية مقاومة من قبائل شرق متيجة، كما أن المقاومين في منطقة البليدة كانوا يتكفلون بتوفير الذخيرة والمؤونة للجنود القبايل.
وكانت مجموعات زواوية تنطلق كل يوم من هذا المخيم الحراشي لنهب الممتلكات الاستيطانية الفرنسية المحيطة بوادي الحراش، ليتم تنظيم هجوم كبير بعد ذلك على «المزرعة النموذجية» في منطقة بابا علي بتاريخ 17 جويلية 1831م.
وكرد فعل فرنسي على هذا الهجوم الجزائري، قام «الجنرال بيرتيزين» الذي كان الحاكم والقائد العام للقوات المسلحة الفرنسية في الجزائر آنذاك بالتحرك الحثيث انطلاقا من مدينة الجزائر على رأس فيلق مكون من 3.000 جندي فرنسي واستطاع تفريق «مخيم سيدي رزين» بتاريخ 18 جويلية 1831م.
فتم إخماد الثورة في مهدها، لكن «محمد بن زعموم» مع جنوده من «قبيلة فليسة أومليل» استطاعوا الانسحاب نحو قراهم في منطقة القبائل آخذين معهم الحاج «علي ولد سي سعدي» الذي واصل منذ ذلك التاريخ من منطقة القبايل مهمة تحريض السكان الجزائريين على مقاومة الاحتلال الفرنسي، ولكن بعيدا عن مدينة الجزائر.
وقد تنبهت سلطة الاحتلال الفرنسي بعد أحداث جويلية 1831م إلى أهمية منطقة الحراش المطلة على سهل متيجة، فتم تحصين هذا المدخل الشرقي للعاصمة من طرف القيادة العسكرية الفرنسية عبر تواجد كثيف وقوي للجنود والثكنات بشكل دائم في هذا الموقع لضمان الأمن على مشارف مدينة الجزائر
إلا أن الاعتبارات الصحية المتعلقة بتواجد مستنقعات كثيرة قرب وادي الحراش كانت عائقا كبيرا أمام تمركز الجيش الفرنسي هناك، مما عجل من حتمية اتخاذ قرار «تجفيف المستنقعات» المتواجدة مباشرة قرب «برج الحراش» للسماح بمكوث أطول لجنود الثكنة دون تعرضهم للإصابة بالأمراض المعدية.
فتم تكليف «جنود الثكنة الحراشية» بعملية «تجفيف المستنقعات» بمساعدة 500 جزائري تم انتدابهم من السكان المحيطين بوادي الحراش بالإضافة إلى 300 سجين مدني.
واستغرقت أشغال «تجفيف المستنقعات» أكثر من سبعة شهور من العمل الدؤوب من أجل الوصول إلى نتيجة مقبولة تحمي الفرنسيين من الأمراض المعدية والرطوبة الزائدة.

## مكتبة الصور

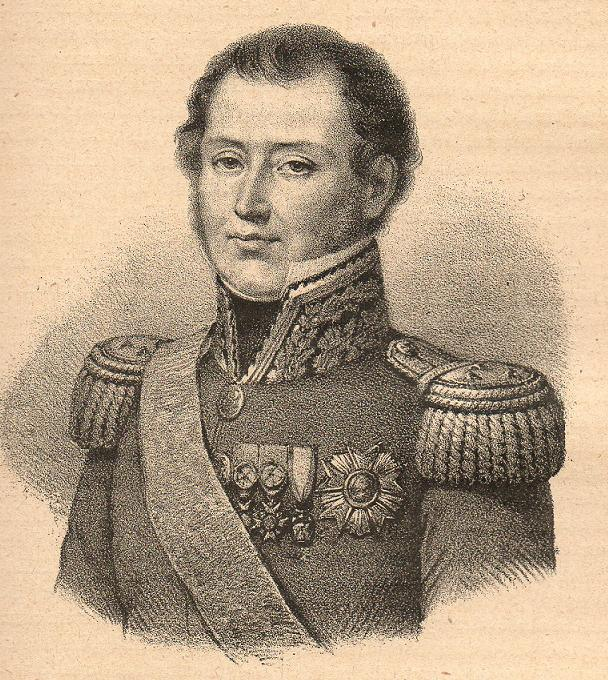
بيار بيرتيزين
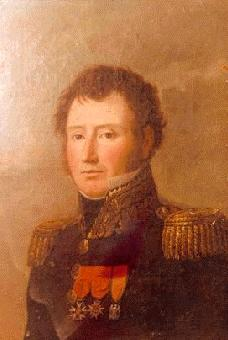
بيار بيرتيزين